# Dichocrocis tyranthes
Dichocrocis tyranthes is een vlinder van de familie van de grasmotten (Crambidae), uit de onderfamilie van de Spilomelinae. De wetenschappelijke naam van deze soort is voor het eerst voorgesteld door Edward Meyrick in een publicatie uit 1897.
De soort komt voor in Indonesië (Sangihe-eilanden).